# Ю̈
Ju z driezą (wielka litera: Ю̈, mała litera: ю̈) – litera cyrylicy powstała od litery ju przez dodanie dierezy.

## Użycie
Występuje w języku selkupskim i karelskim.